# Kosmos 929
Unter der Bezeichnung Kosmos 929 wurde am 17. Juli 1977 das erste sowjetische Raumschiff der TKS-Serie gestartet. Ursprünglich waren die mit rund 20 Tonnen recht großen TKS-Schiffe als Raumfähre zum Personentransport im militärischen Almaz-Programm geplant (zum Vergleich: die Sojus-Raumschiffe zum Transport von zwei bis drei Personen wiegen weniger als acht Tonnen). 
Die Fähre TKS-1 wurde unter der Bezeichnung Kosmos 929 unbemannt gestartet, um die Flugtauglichkeit des Systems zu testen. Dazu gehörte unter anderem die Durchführung diverser Flugmanöver im All sowie der Test der für die Mannschaft vorgesehenen Rückkehrkapsel „Merkur“. Das Andocken an eine Raumstation wurde beim ersten Flug nicht erprobt. Nach 30-tägigem Flug wurde die Merkur-Landekapsel vom TKS-Modul getrennt und kehrte am 17. August 1977 zur Erde zurück. Der verbleibende Teil des Raumschiffes wurde noch weiteren Tests unterzogen und blieb bis zum 3. Februar des nächsten Jahres im Orbit.
Die Mission Kosmos 929 stellt eine wesentliche Grundlage für die nachfolgenden Missionen der TKS-Raumschiffe dar. Bemannte Flüge wurden mit TKS allerdings nie realisiert. Auf der Grundlage der TKS-Fähre wurden später Module zum permanenten Verbleib an den Raumstationen Mir (zum Beispiel  Kwant-2) und ISS (zum Beispiel  Sarja) entwickelt.